# Keith Huewen
Keith Alan Huewen (Southend-on-Sea, 23 de agosto de 1957) es un expiloto de motociclismo británico.  Actualmente trabaja como comentarista de MotoGP en BT Sport.

## Estadísticas de carrera

### Campeonato del Mundo de Motociclismo

#### Carreras por año
Sistema de puntos desde 1969 a 1987:
| Posición | 1.º | 2.º | 3.º | 4.º | 5.º | 6.º | 7.º | 8.º | 9.º | 10.º |
| Puntos   | 15  | 12  | 10  | 8   | 6   | 5   | 4   | 3   | 2   | 1    |

(Carreras en negrita indica pole position, carreras en cursiva indica vuelta rápida)
| Año  | Categ. | Equipo | Moto   | 1       | 2       | 3       | 4       | 5      | 6       | 7       | 8       | 9       | 10     | 11      | 12    | Ptos. | Pos. |
| ---- | ------ | ------ | ------ | ------- | ------- | ------- | ------- | ------ | ------- | ------- | ------- | ------- | ------ | ------- | ----- | ----- | ---- |
| 1979 | 500 cc | Yamaha | VEN -  | AUT -   | GER -   | NAT -   | ESP -   | YUG -  | NED -   | BEL -   | SWE -   | FIN -   | GBR 15 | FRA -   |       | 0     | —    |
| 1980 | 350 cc | Yamaha | NAT -  | FRA -   | NED -   | GBR 6   | CZE -   | GER 10 |         |         |         |         |        |         |       | 6     | 18.º |
| 1981 | 350 cc | Yamaha | ARG -  | AUT 6   | GER 4   | NAT Ret |         | YUG -  | NED 7   |         |         | GBR 2   |        |         | CZE - | 29    | 6.º  |
| 1981 | 500 cc | Suzuki |        | AUT -   | GER Ret | NAT 17  | FRA Ret | YUG -  | NED DNQ | BEL 13  | RSM 10  | GBR Ret | FIN -  | SWE -   | CZE - | 1     | 26.º |
| 1983 | 500 cc | Suzuki | RSA -  | FRA 5   | NAT Ret | GER 17  | ESP 10  | AUT 12 | YUG Ret | NED Ret | BEL 11  | GBR 11  | SWE 11 | RSM Ret |       | 7     | 15.º |
| 1984 | 500 cc | Honda  | RSA -  | NAT 19  | ESP 10  | AUT 13  | GER 8   | FRA 14 | YUG -   | NED 13  | BEL Ret | GBR 13  | SWE 9  | SMR 21  |       | 6     | 19.º |
| 1985 | 500 cc | Honda  | RSA 19 | ESP DNS | GER 30  | NAT Ret | AUT 23  | YUG -  | NED -   | BEL -   | FRA -   | GBR Ret | SWE -  | SMR -   |       | 0     | —    |